# پل ریدی (قایقران روئینگ)
پل ریدی (انگلیسی: Paul Reedy؛ زادهٔ ۲۱ ژانویه ۱۹۶۱) قایقران روئینگ اهل استرالیا است. وی بین سال‌های ۱۹۸۰ تا ۱۹۹۷ میلادی فعالیت می‌کرد.
وی در مسابقات کشوری و بین‌المللی در مجموع برندهٔ ۲ مدال نقره، ۱ مدال برنز شده‌است.